# 宇宙酔い
宇宙酔い（うちゅうよい）とは、宇宙飛行士が宇宙空間の無重力状態において約半数の確率で引き起こす身体症状。公式には、宇宙適応症候群である。宇宙不適応症候群とも呼ばれる。

## 概要
めまい、嘔吐、食欲減退など、症状は乗り物酔いに似ているが、酔い止め薬は効きにくい。人が微小重力～無重力空間に入った後から数時間の内に起こり、その状態が数日（3 - 5日程度）続く。1週間もすると多くの宇宙飛行士は回復する。
初めて宇宙酔いになった人間はボストーク2号の乗員ゲルマン・チトフで、このため、この症例を「宇宙病」や「宇宙酔い」の他に彼の名前から「チトフ病」とも呼ばれており、1960年代後半頃までは彼以外宇宙酔いになったものがいなかったため、彼の体質によるものとされていた。
乗り物酔いしたことがない人でも宇宙酔いを起こした研究結果もあり、乗り物酔いをしやすいか否かと宇宙酔いをしやすいか否かは関係がないと言われている。
また毛利衛宇宙飛行士が宇宙で蛙を使った動物実験でも、嘔吐する際のような奇妙な行動を見せたことにより、動物も宇宙酔いを起こすことが分かっている。他にも、1994年に向井千秋がスペースシャトル・コロンビア号で金魚の宇宙酔い実験を行なっている。
原因は未解明な部分が多いが、無重力状態で内耳の三半規管がバランス感覚を取れなくなるためとの仮説がある。